# Ottomar Saladin Iscador Islami de Zadora Paszkowski-Plomienczek

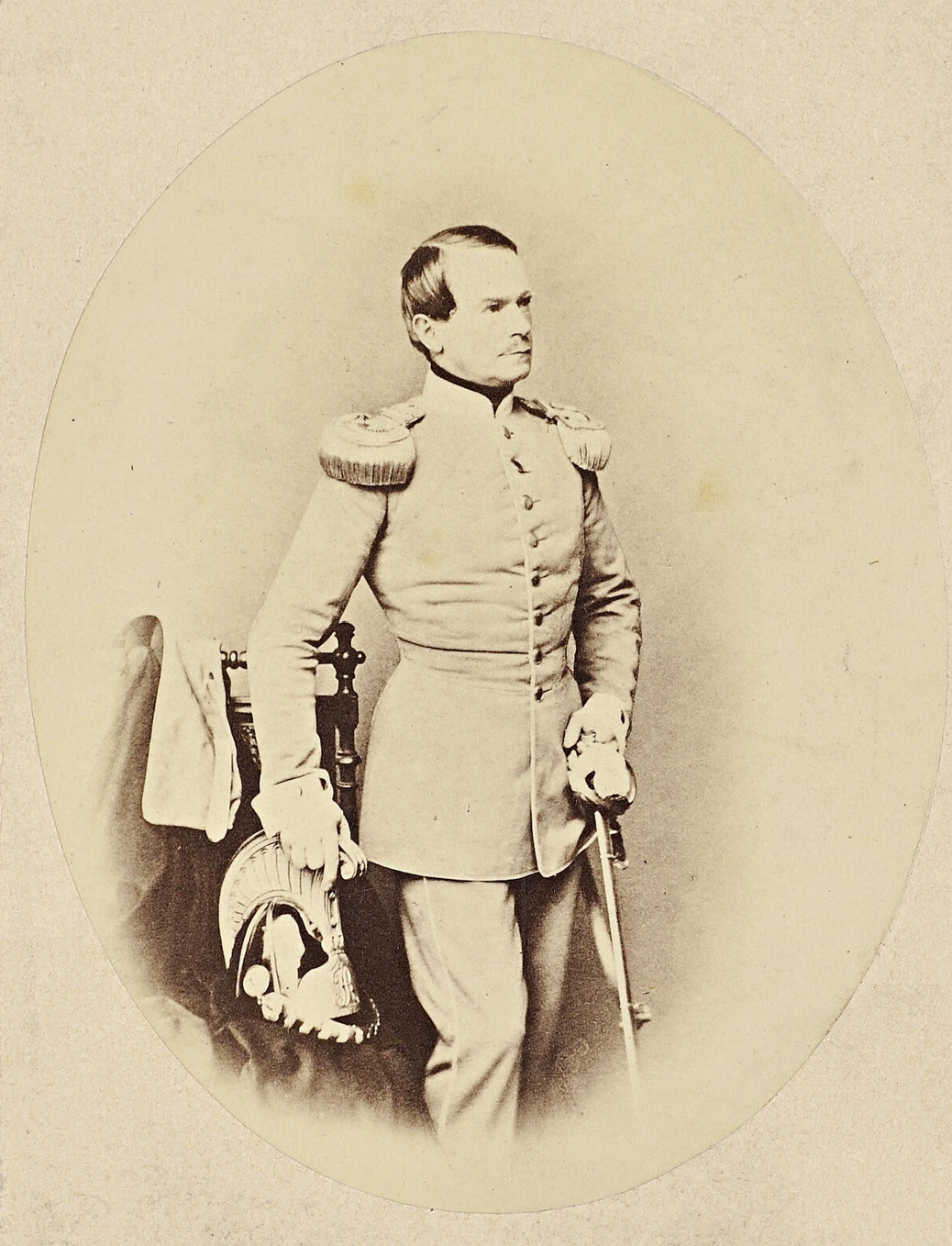
Generalmajor von Paszkowsky

Ottomar Saladin Iscador Islami de Zadora Paszkowski-Plomienczek (* 1811 in Saborwitz in Schlesien; † 12. November 1869) war ein sächsischer Generalmajor.

## Leben
Zadora Paszkowski-Plomienczek entstammte einem alten polnischen Adelsgeschlecht. Er trat 1823 in den Kadettenkorps der sächsischen Armee ein und wurde nach einer vieljährigen Erziehung im Jahr 1827 als Fahnenjunker der Kavallerie übergeben. Er avancierte 1828 zum Leutnant und durchlief in den folgenden Jahren eine typische militärische Laufbahn, wonach er 1834 zum Oberleutnant, am 23. Dezember 1844 zum Rittmeister, 1852 zum Major, 1859 zum Oberstleutnant und am 28. Oktober 1861 zum Oberst befördert wurde. Er begleitete 1853 als Major den Generalleutnant von Holtzendorff wegen einer Besichtigung des Bundeskontingents in Österreich. 1864 diente er als Kommandeur des 1. Reiter-Regiments. Er wurde am 17. Dezember 1865 zum Generalmajor befördert und diente noch 1869 als Kommandeur des 1. Reiter-Regiments in Wartegeld. Er verstarb kurz darauf. Sein letzter Wohnort war in der Bautznerstraße 55 in Dresden. Ottomar wurde auf dem Inneren Neustädter Friedhof in Dresden begraben. Zahlreiche Generäle und hochrangige Offiziere der sächsischen Armee nahmen an der Trauerfeier teil.
Nachdem seine Ehefrau Augusta am 19. November 1876 verstarb, erließ sie testamentarisch die „Generalmajor von Paszkowski-Stiftung“ errichten. Diese Stiftung sollte hilfsbedürftigen ehemaligen Mannschaften und Unteroffizieren des 1. Husaren-Regiments Nr. 18, dem Nachfolgeregiment des 1. Reiter-Regiments, finanziell unterstützen.